# Trachyphloeophana
Trachyphloeophana är ett släkte av skalbaggar. Trachyphloeophana ingår i familjen vivlar.
Kladogram enligt Catalogue of Life:
| Trachyphloeophana | \| \| Trachyphloeophana buruana \| \| \| \| |
|                   | \| \| Trachyphloeophana buruana \| \| \| \| |
|                   | Trachyphloeophana buruana                   |
|                   |                                             |